# Victor Schoelcher
Victor Schœlcher (Parigi, 22 luglio 1804 – Houilles, 25 dicembre 1893) è stato un politico e imprenditore francese.

## Biografia
Figlio di Marc Schœlcher (1766-1832), un alsaziano industriale della porcellana, e di Victoire Jacob (1767-1839), studiò al Liceo Condorcet e nel 1828 fu mandato dal padre in Messico, negli Stati Uniti e a Cuba come rappresentante commerciale dell'impresa paterna.
Tornato in Francia, nel 1832, alla morte del padre ereditò e vendette l'azienda, fu giornalista e critico d'arte. Nel 1833 scrisse De l'esclavage des Noirs et de la législation coloniale, dove sostenne che gli schiavi non fossero maturi per la libertà. Aderì alla massoneria, alla loggia « Les Amis de la Vérité » e in seguito a « La Clémente Amitié ». Nel 1847, per conto della Società per l'abolizione della schiavitù, scrisse una petizione per l'abolizione della schiavitù indirizzata alla Camera dei pari e alla Camera dei deputati.
Alla Rivoluzione del 1848 fu sottosegretario alla Marina e Colonie, e contribuì a far adottare il decreto sull'abolizione della schiavitù, entrato in vigore il 5 marzo. La Francia aveva già abolito la schiavitù nelle sue colonie il 4 febbraio 1794 su iniziativa di Henri Grégoire, il famoso abbé Grégoire, ma era stata ripristinata da Napoleone I il 20 maggio 1802. Tuttavia Schoelcher rimase per tutta la vita favorevole alle imprese coloniali.
Candidato della Martinica e della Guadalupa, fu eletto deputato all'Assemblea Nazionale dal 1848 e nel 1849. Repubblicano, massone e oppositore di Luigi Bonaparte, fu proscritto con il colpo di Stato del 2 dicembre 1851 e si esiliò in Inghilterra. Tornò in Francia alla caduta del Secondo Impero e l'8 febbraio 1871 fu eletto all'Assemblea Nazionale. Il 16 dicembre 1875 divenne senatore a vita.
Morì a 89 anni, nel 1893. Sepolto nel cimitero di Père-Lachaise, le sue spoglie furono trasferite il 20 maggio 1949, insieme a quelle di Félix Éboué, nel Panthéon di Parigi.